# William Birdwood
William Riddell Birdwood, 1st Baron Birdwood brit tábornagy (1865. szeptember 13. – 1951. május 17.) első világháborús brit tábornok volt. Birdwood volt az Australian and New Zealand Army Corps (ANZAC) hadtest parancsnoka a Dardanellák ostroma során. Később pedig a nyugati fronton szolgált, részt vett a somme-i csata küzdelmeiben is.

## Élete
Birdwood 1865-ben az indiai Khadki városban született, tanulmányait Angliában, a bristoli Clifton College-ban végezte.
A Sandhursti Királyi Katonai Akadémia elvégzése után a Royal Scots Fusiliers gyalogezredben kezdte tiszti pályafutását, de hamarosan átkerült az Indiában állomásozó brit hadsereg egyik lovasezredéhez. 1885 és 1899 között Indiában szolgált, előbb a 12., majd a bengáli lovasezreddel. A jelenleg Pakisztánhoz tartozó Északnyugati Határvidéken harcolt, majd az indiai alkirály testőrségének lett a segédtisztje. 1894-ben megházasodott és 1896-ban századossá léptették elő.
1899 és 1902 között részt vett a második búr háborúban, Lord Kitchener tábornok vezérkarának volt tagja, itt kezdődött hosszan tartó kapcsolata Kitchenerrel. A háború során ötször említették nevét a napiparancsban.
A háború után visszatért Indiába és a brit birodalmi hadsereg hadtápfőnöke ("Quartermaster general") lett, 1911-ben vezérőrnaggyá léptették elő. 1912 és 1914 között Birdwood az indiai hadügyminisztérium államtitkára és a főkormányzó törvényhozó tanácsának tagja volt.

### Az első világháborúban - Gallipolinál

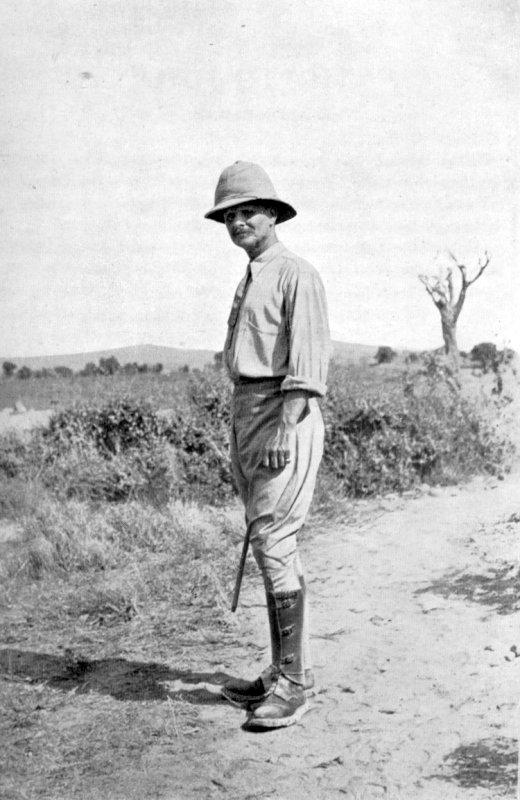
Birdwood tábornok a "Hill 60" néven ismert magaslat közelében, a gallipoli fronton

1914-ben India főkormányzója, Lord Kitchener arra utasította Birdwood-ot, hogy formáljon egy hadtestet ausztrál és új-zélandi katonákból, amelyet Egyiptom területén képeznének ki és a nyugati fronton vetettek volna be. A később Australian and New Zealand Army Corps (ANZAC) néven ismert alakulatot azonban a Dardanellák ostroma során vetették be először, és 1915. április 25-én partra szálltak a Gallipoli-félszigeten, az ANZAC-öböl néven ismert partszakaszon.
Birdwood vezetésével az ausztrál és új-zélandi katonák hősiesen küzdöttek, annak ellenére, hogy rossz partszakaszt értek el és felszerelésük elégtelen volt az előttük álló akadályok leküzdésére. Birdwood 1915. május 14-én megsebesült, de katonáival maradt. Az ANZAC által tartott front lényegében megmerevedett, egyedül a Sari Bair-i csata során sikerült némileg előrenyomulniuk.
1916. januárjában az ANZAC katonáit evakuálták a félszigetről, de addigra több, mint 35 000 főt vesztettek halottakban és sebesültekben. A hadjárat egyetlen sikeres művelete az evakuálás volt, amelyet lényegében egyetlen fő veszteség nélkül hajtottak végre.
1915. október 28-án Birdwoodot előléptették altábornaggyá, majd 1915. november 19-én a Dardanellák Hadsereg parancsnoka lett. Parancsnoksága alá tartozott az ANZAC hadtest, a brit VIII. és IX. hadtest is. Az ANZAC parancsnoki tisztét ekkor Alexander Godley tábornok vette át, aki az új-zélandi expedíciós erők parancsnoka volt korábban.
1916. decemberében Birdwood átvette a Mediterrán Expedíciós Haderő parancsnokságát is és felügyelete alá került a Szaloniki közelében lévő frontvonal is. (A MEH megalakulásakor Birdwoodot szemelték ki az alakulat parancsnokának, de renfokozatban az ide beosztott francia egység parancsnoka alatt állt, ezért a MEH első parancsnoka Sir Ian Hamilton lett).
1916. elején az eredeti ANZAC visszatért Egyiptomba, ahol a hadtestet feloszlatták és miután új egységeket hoztak létre és a meglévőket feltöltötték, létrejött az I ANZAC hadtest és a II ANZAC hadtest. Birdwood a II ANZAC hadtest parancsnoka lett, illetve az ausztrál hadsereg főparancsnoki tisztét is megkapta (elődje, William Throsby Bridges vezérőrnagy halálos sebesülést szenvedett Gallipolinál).

### A nyugati fronton

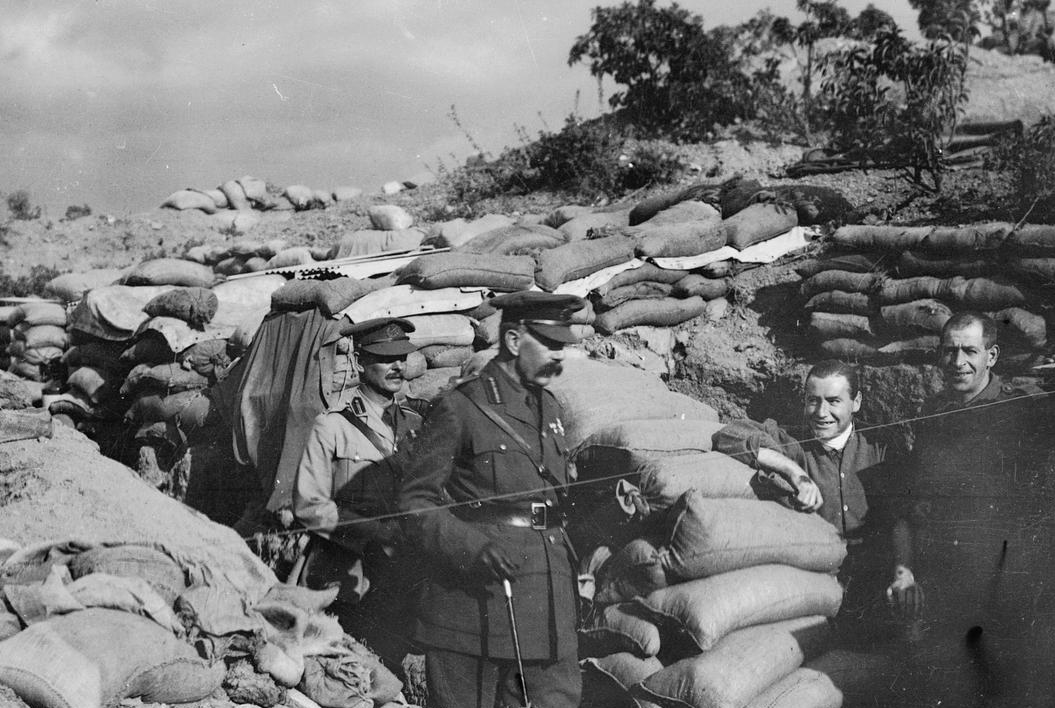
Lord Kitchener tábornagy és Birdwood tábornok a gallipoli fronton, 1915. november 15.

Amikor az I. ANZAC hadtestet behajózták Franciaország felé, Birdwood átvette ennek az alakulatnak a parancsnokságát. A hadtestet eredetileg a nyugati front csendesebb szakaszán akarták bevetni, hogy megkönnyítsék a katonák akklimatizálódását, de hamarosan részt kellett venniük a somme-i csata küzdelmeiben. A csata során Birdwoodot rendszeresen felülbírálta elöljárója, Hubert Gough tábornok, aki rendszeresen beleszólt az ausztrál hadosztályok vezetésébe.
1917. október 23-án hadseregtábornokká léptették elő, de megmaradt hadtestparancsnoki tisztében. Hamarosan, 1917. novemberében azonban az öt ausztrál hadosztályt összevonták és egyetlen hadtestben egyesítették. Az alakulat parancsnoka Birdwood lett. Ez a hadtest volt a nyugati front legnagyobb hadteste. A háború végső szakaszában, 1918. május 31-én Birdwoodot kinevezték a brit 5. hadsereg parancsnokává.

## Kitüntetései
Az első világháborús harcok során Birdwood számost kitüntetést kapott, többek között 1916-ban a brit Szent Mihály és Szent György-rend lovagkeresztjét, 1916. február 22-én a francia Becsületrend és a croix de guerre kitüntetését. I. Albert belga király 1917. február 23-án adományozta neki a belga Koronarend főtiszti kitüntetését, majd 1918-ban megkapta a belga croix de guerre kitüntetést is. 1918. április 16-án I. Fuád egyiptomi szultán a Nílus-renddel tüntette ki, majd ugyanebben az évben még portugál és francia kitüntetéseket is kapott.

## A háború után
Birdwood 1914-ben lovagi rangot kapott, majd 1919-ben báró lett. 1938-ban háborús szolgálatai elismeréseként Baron Birdwood néven a brit felsőház tagja lett.
1920-ban Ausztráliába látogatott, ahol nagy lelkesedéssel fogadták és 1920 februárjában a ballarati győzelmi emlékmű alapkövét tette le. Ezután visszatért Indiába, ahol 1925-ig az északi hadsereg parancsnoka volt. Ezután előléptették tábornaggyá és 1930-ig az indiai brit erők főparancsnoka volt.
1930-ban leszerelt és ezt követően Ausztrália főkormányzói posztját pályázta meg. Ebben támogatta a brit kormány és V. György brit király is, de az ausztrál miniszterelnök, James Scullin inkább saját jelöltjét, Sir Isaac Isaacs-ot szerette volna ezen a poszton látni. V. György végül kénytelen volt elfogadni az ausztrál miniszterelnök jelöltjét, de nemtetszése jeléül megváltoztatta a hivatalos kinevezés szövegét: ez általában "The King has been pleased to appoint ..." volt, de ebben az esetben egyszerűen: "The King has appointed Sir Isaac Isaacs"
1931. április 20-án Birdwoodot kinevezték a cambridge-i egyetem egyik kollégiumának vezetőjévé. Ezt a posztot egészen 1938-ig töltötte be. A kollégium egyik épülete ma is az ő nevét viseli.
A második világháború alatt ismét aktív katonai szolgálatban volt, elsősorban Anglia védelmével foglalkozott.
1951. május 17-én a londoni Hampton Court-palotában hunyt el, és a twickenhami temetőben temették el teljes katonai tiszteletadás mellett.

## Fordítás
- Ez a szócikk részben vagy egészben  a   William Birdwood, 1st Baron Birdwood című angol Wikipédia-szócikk fordításán alapul.  Az eredeti cikk szerkesztőit annak laptörténete sorolja fel. Ez a jelzés csupán a megfogalmazás eredetét és a szerzői jogokat jelzi, nem szolgál a cikkben szereplő információk forrásmegjelöléseként.